# Király Kálmán (író)
Királyfalvi Király Kálmán (Pest, 1866. december 24. – Budapest, Ferencváros, 1943. szeptember 27.) író, publicista, bankár, a Pesti Hazai Első Takarékpénztár Egyesület főpénztárnoka, bankigazgató.

## Élete
Király János szerkesztő és Aczél Ida fia. Középiskoláinak befejezése után mint rendkívüli hallgató a pesti egyetem bölcseleti előadásait hallgatta. Majd a pesti hazai első takarékpénztár szolgálatába lépett és ott mint pénztárnok működött. Miután 1884-ben Komócsy József a Budapesti Bazárnál viselt főmunkatársi állásától megvált, helyét Király foglalta el, aki nemsokára Radnay Erna névvel a lap segédszerkesztője, majd társszerkesztője lett. Elhunyt 1943. szeptember 27-én délután 2 órakor tüdőgyulladásban, örök nyugalomra helyezték 1943. szeptember 30-án délután a Fiumei úti sírkertben (15-1-22). Neje nemes Mednyánszky Ilona (Lenka) volt.
Első költeménye a Kis Mulattató gyermekujságban (1881. Csöndesség van...) jelent meg, azután a következő lapokba írt rajzokat, elbeszéléseket és költeményeket: Közérdek (1881), Gyöngyös (1882), Fiume (1882), Pápai Lapok (1882), Győri Közlöny (1882), Budapesti Bazár (1883 óta munkatárs, 1886. Margot, ford., 1896. Egy királyné tragédiája), Orosházi Ujság (1883), Pécsi Figyelő (1883), Mohács és Vidéke (1883), Aradi Közlöny (1883), Kecskeméti Lapok (1883), Garaboncziás (1883), Tátravidék (1883), Hazánk (1883), Székesfehérvár és Vidéke (1883), Váczi Közlöny (1883-85), Élet és Irodalom (1883-85), Ország-Világ (1883-1885), Vasárnapi Ujság (1884), M. Szalon (1884), Divat-Salon (1884), Magyar Háziasszony (1884), Függetlenség (1884, 213., 348. szám), Pikáns Lapok (1885), Budapest (1885), Képes Családi Lapok (1886-87, 1889).

## Munkái
- Ingatlan szerelem. Regény. Uo. 1889
- Félmilliomos asszony. Regény. Uo. 1893
- Venus. Regény. Bpest, 1894